# Singapur International 2001
Die Singapur International 2001 im Badminton fanden vom 20. bis zum 22. April 2001 in Singapur statt.

## Sieger und Platzierte
| Disziplin    | Gold                       | Silber                                  | Bronze                                            |
| ------------ | -------------------------- | --------------------------------------- | ------------------------------------------------- |
| Herreneinzel | Jason Wong                 | Ronald Susilo                           | Sairul Amar Ayob                                  |
| Herreneinzel | Jason Wong                 | Ronald Susilo                           | Indra Wijaya                                      |
| Dameneinzel  | Li Li                      | Huang Lipei                             | Ng Mee Fen                                        |
| Dameneinzel  | Li Li                      | Huang Lipei                             | Wong Miew Kheng                                   |
| Herrendoppel | Ade Lukas Andreas Setiawan | Luluk Hadiyanto Endra Mulyana Mulyajaya | Hendri Kurniawan Saputra Wandry Kurniawan Saputra |
| Herrendoppel | Ade Lukas Andreas Setiawan | Luluk Hadiyanto Endra Mulyana Mulyajaya | Patrick Lau Kim Pong Aman Santosa                 |
| Damendoppel  | Ge Fei Qian Hong           | Gao Qian Huang Lipei                    | Liu Zhen Xiao Luxi                                |
| Damendoppel  | Ge Fei Qian Hong           | Gao Qian Huang Lipei                    | Atu Rosalina Eny Widiowati                        |
| Mixed        | Sun Jun Ge Fei             | Shen Long Gao Qian                      | Hendri Kurniawan Saputra Jiang Yanmei             |
| Mixed        | Sun Jun Ge Fei             | Shen Long Gao Qian                      | Xu Dan Qian Hong                                  |